# 柳沢吉里
柳沢 吉里（やなぎさわ よしさと）は、江戸時代中期の大名で、甲斐甲府藩の第2代藩主、後に大和国郡山藩の初代藩主となる。郡山藩柳沢家2代。

## 生涯
柳沢吉保の長男として生まれる。父の吉保は第5代将軍・徳川綱吉に寵愛された側用人で、安永元年（1704年）に甲府藩主・徳川綱豊が将軍後継として綱吉の養子となり、江戸城に移った際に甲斐を拝領し、甲府藩主となっていた。
元禄14年（1701年）には父と共に綱吉から偏諱を授かり、吉里と名乗る。宝永6年（1709年）に綱吉が死去して第6代将軍に家宣（綱豊）が就任すると、同年6月には父の吉保も致仕して隠居したため、家督を継ぐ。父の吉保は終生幕閣にあり、国元へ入国して直接藩政に携わることはなかったが、吉保期に甲府藩では都留郡を預地として甲斐一円を支配し、甲府城の修築や城下の整備を進められていた。また、甲府藩では前代の徳川一門の藩主も江戸定府で甲府城へ入城することはなく、翌宝永7年（1710年）5月に吉里が甲府城へ入城すると、甲府藩は初めて藩主を国元に迎えることとなった。吉里は藩政において、慶長以来検地が行われず、幕領と旗本領が入り組んでいた笛吹川以東の山梨郡栗原筋、八代郡大石和・小石和筋の村々に対して検地を実施し、用水の整備など勧農政策も行った。
また、吉保の隠居に際して、庶弟である経隆と時睦には藩領内の山梨・八代両郡のうちの新田高をもってそれぞれ1万石を分与され、甲府新田藩が立藩した。享保9年（1724年）には享保の改革における幕府直轄領の拡大政策が行われ、甲斐の直轄領化に伴い吉里は郡山藩主として移封され、甲斐一国は甲府勤番と代官支配となった。なお、経隆は越後黒川藩、時睦は越後三日市藩へ移封されて共に幕末まで代を重ねた。
吉里は父譲りの学問好きで、郡山藩政においても基礎を固め、名君とも評されている。延享2年（1745年）9月6日に死去した。享年59。跡を四男の信鴻が継いだ。
明治維新の後、新政府により廃藩置県が行われて郡山藩は消滅したが、明治13年（1880年）、旧郡山藩士族が初代藩主の吉里並びにその父の吉保の遺徳を偲び、郡山城跡に父子を祭神とする柳沢神社を創建した。

## 年譜
※日付は旧暦。
- 貞享4年（1687年）：生まれる
- 元禄4年（1691年）：将軍・徳川綱吉に初御目見。
- 元禄14年（1701年（元禄14年）11月26日：松平の苗字を許され、将軍・綱吉の偏諱を授かり吉里と改める[5]。
- 宝永6年（1709年）6月3日：父・吉保が隠居し、柳沢家を相続。
- 享保9年（1724年）3月11日：郡山藩に転封。
- 延享2年（1745年）9月6日：卒去。

## 官職位階
※日付は旧暦。
- 元禄12年（1699年）12月3日、従四位下に叙位。越前守に任官。
- 元禄14年（1701年）11月26日、伊勢守に遷任[6]。
- 元禄15年（1702年）12月1日、侍従を兼帯。
- 宝永6年（1709年）6月28日、甲斐守に遷任。侍従如元。

## 人物・逸話
- 『三王外記』によると、第5代将軍・綱吉の死後は綱豊が継嗣として決定していたにもかかわらず、綱豊を廃嫡して吉里を擁立しようという動きもあったとされている。その理由として、吉里は松平姓を許される家柄でないにもかかわらず松平姓と綱吉の偏諱を授かっていること、元服の格式などは異常なほど厚遇されていることから、吉里は綱吉の御落胤であるとされているものである。さらに『三王外記』では、綱吉が吉里に対して甲府100万石のお墨付きを与える約束を交わしていたとされている。三田村鳶魚はその著作で、吉里御落胤説を支持している。
- 大和郡山に移封の際、多くの金魚職人も同時に連れて行った。これが、大和郡山で金魚が産業として発展する要因となった。また『積玉和歌集』を著し、朝廷とも親しくしていた。

## 偏諱を与えた人物
- 柳沢里旭
- 柳沢里光（里旭の父、吉里の義従兄弟（吉保の姉婿である柳沢信花の養子）にあたる柳沢保教の子）
- 柳沢里済（里住とも、義甥（実弟・経隆の養子）、里光の実弟）
- 米倉里矩（甥（実弟・米倉忠仰の子））

上記以外に、孫（信鴻の子）の里之から、里世（里之の子）、里顕（里世の婿養子）と3代にわたって「里」の字を使用している。

## 登場作品
- 元禄太平記（NHK大河ドラマ、1975年）演：川崎公明
- 八代将軍吉宗（NHK大河ドラマ、1995年）演：森田剛
- 元禄繚乱（NHK大河ドラマ、1999年）演：安達心平→浅利陽介→高橋一生
- 大奥〜華の乱〜（フジテレビ、2005年）演：野間斗晴→佐藤涼平